# Орден «Слава» (Азербайджан)
Орден «Слава» (Орден «Шохрат») (азерб. "Şöhrət" ordeni) — орден Азербайджанської Республіки. Затверджено президентом Азербайджану Гейдаром Алієвим 6 грудня 1993 року закону під номером № 757.

## Закон
Закон Азербайджанської Республіки 6 грудня 1993 р. № 757 «Про затвердження Статуту ордена Азербайджанської Республіки „Слава“ та його опису» Національні збори Азербайджанської Республіки постановляють: Затвердити Статут ордена Азербайджанської Республіки «Слава» та його опис (додаються). Президент Азербайджанської Республіки Гейдар Алієв

## Нагородження орденом
Орденом Азербайджанської Республіки «Слава» нагороджують громадян Азербайджанської Республіки, іноземних громадян та осіб без громадянства:
- за особливі заслуги в економічному, науково-технічному і соціально-культурному розвитку
- за особливі заслуги у зміцненні миру і дружби і розвиток співробітництва між народами;
- за видатні трудові результати в промисловості, транспорті, зв'язку, будівництві та інших галузях народного господарства;
- за особливі заслуги в галузі науки, освіти та охорони здоров'я.

## Носіння ордена
Орден «Слава» носять на лівій стороні грудей і за наявності інших орденів і медалей Азербайджанської Республіки розташовують перед ними, але після ордена Гейдара Алієва, ордена «Незалежність», ордена «Шах Ісмаїл», ордена «Азербайджанське прапор».

## Опис
Орден складається з півмісяця, обрамленого національним орнаментом. Всередині зображено лавровий вінок і сонце з променями. Орден виготовлегий зі срібла, позолочений, а зверху покритий емаллю блакитного кольору. Розмір ордена — 32 мм x 38 мм
На стрічці золотистого кольору напис «Слава», а у верхній частині зображено 8-променеву зірку того ж кольору. Діаметр зірки — 9 мм. На зворотному боці ордена зазначають його серію та номер. Орден приєднано до біло-блакитної стрічки розміром 37 мм x 50 мм, яка прикріплюється до одягу.
До ордена також додається колодка, виготовлена з такої ж стрічки, що прикріплюється до одягу. Розмір стрічки — 37 мм x 10 мм